# Pierre de la Rue
Pierre de la Rue, in sommige bronnen ook vermeld als Van Straeten, de Vico en Platensis (waarschijnlijk Doornik, omstreeks 1450 – Kortrijk, kort voor 20 november 1518) was een componist en zanger uit de school der Vlaamse polyfonisten en een geestelijke.

## Leven
De la Rue was waarschijnlijk de zoon van Gertrude de la Haye en van de miniaturist Jehan de la Rue, van wie er nog steeds nakomelingen in de streek wonen. Dit is gebleken uit stamboomonderzoek. Pierres familie woonde in Doornik, zijn broer Jehan is er geboren, en hijzelf naar alle waarschijnlijkheid ook. Over zijn jeugd en opleiding is echter niets bekend. Ongetwijfeld werd hij muzikaal opgeleid in de maîtrise verbonden aan de Doornikse kathedraal.
De la Rue wordt voor het eerst vermeld als zanger in de Brusselse Sint-Goedelekerk (nu kathedraal) in 1469-1470. In 1471 was hij in Gent verbonden aan de Sint-Jacobskerk. Vervolgens zou hij in dienst zijn genomen in Nieuwpoort (van 1472 tot ongeveer 1477), Keulen (tot 1489), en Kamerijk (onbekende datum), zowel als in "St Ode" (datum en stad zijn niet identificeerbaar). Vorige biografen van De la Rue vermoeden dat hij in Siena, Italië, tussen 1483 en 1485 verbleef; hoewel het nu een uitgemaakte zaak lijkt dat de De la Rue waarvan in documenten sprake een andere zanger was. Vermoedelijk was Pierre de La Rue nooit in Italië, waardoor hij een van de weinige prominente componisten van de Nederlandse polyfone school van zijn generatie was, die geen deel van hun loopbaan in Italië hebben gespendeerd. Over De la Rue wordt in 's-Hertogenbosch gewag gemaakt. De Illustere Lieve Vrouwe Broederschap, waartoe ook de schilder Hieronymus Bosch behoorde, bezoldigde hem voor de periode van juni 1489 tot maart 1492 voor bewezen muzikale diensten.
Op 17 november 1492 werd De la Rue lid van de Grote Kapel van keizer Maximiliaan I en vergezelde hij zijn werkgever nog in hetzelfde jaar naar 's-Hertogenbosch, waar hij formeel lid van de Illustere Lieve Vrouw Broederschap werd.
Na de kroning van Maximiliaan I als Rooms keizer (1493), nam zijn zoon, aartshertog Filips I van Castilië, de Grote Kapel over. Met deze vertrok de aartshertog op 4 november 1501 uit Brussel om naar Spanje af te reizen. Behalve De la Rue behoorden Alexander Agricola, Marbriano de Orto, Antonius Divitis en Nicholas Champion tot de Kapel. In mei 1502 betrad Filips Spaanse grond. In het voorjaar van 1503 keerde de aartshertog uit Spanje terug en ontmoette op 11 april 1503 zijn zus Margareta van Savoye, wier belangrijkste musicus Robert de Févin was. Op 23 juli 1503 keerde Filips naar de Nederlanden terug, waarna hij naar Duitsland trok om zijn vader Maximiliaan te bezoeken.
De la Rue stond bij zijn werkgever in hoog aanzien, wat blijkt uit de toekenning van een kanunnikschap, verbonden aan de Onze-Lieve-Vrouwkerk in Kortrijk.
Op 10 januari 1506 ondernam het Bourgondische hof met de hofkapel zijn tweede Spanjereis. Er werd over water gereisd, en zangers en instrumentalisten werden in een eigen schip ondergebracht. Op 13 januari 1506 dreef een storm een deel van de vloot, waaronder het schip waarop de musici zich bevonden, naar Falmouth. Twee zangers werden vermist. Op 27 april 1506 landde de vloot in La Coruña. Filips trok met zijn hofhouding voor de zomer naar Valladolid en Burgos, waar hij in desolate omstandigheden op 25 september 1506 aan koorts bezweek. De hofkapel werd grotendeels door koningin Johanna van Castilië overgenomen. Tot haar hofhouding behoorde ook Juan de Anchieta, de voornaamste Spaanse componist van die dagen. De la Rue bleef tot 1508 in Spanje. Nadien trekt hij naar de Nederlanden, vermoedelijk omdat zijn werkgever, Johanna van Castilië, na het overlijden van haar echtgenoot Filips I van Castilië (de Schone) in 1506, politiek naar de achtergrond wordt gedrongen, dat wil zeggen waanzinnig wordt verklaard.
Nadat hij naar de Nederlanden was teruggekeerd, trad hij bij de melancholische en kunstlievende, te Mechelen residerende landvoogdes Margareta van Oostenrijk in dienst.
Officieel bleef De la Rue nog tot 1514 lid van de hofkapel en werden hem ook later nog talrijke gunsten toegekend. Van 1514 tot 1516 behoorde hij tot de persoonlijke kapel van de latere keizer Karel V en reisde hij met hem door de Nederlanden. Hij trok zich nochtans begin 1516 in Kortrijk terug, waar hij kanunnik werd. In 16 juni 1516 maakte hij zijn testament op.
Het epitaaf op zijn graftombe in Kortrijk suggereert dat hij ook aan de hoven van Frankrijk en Hongarije heeft gewerkt, hoewel er geen andere aanwijzingen daarvoor bestaan.

## Werken

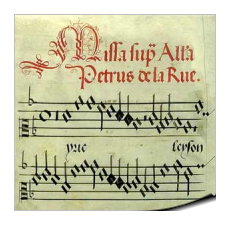
Partituur

De la Rue schreef missen, motetten, magnificats, zettingen van de lamentaties en chansons, en toonde in het algemeen een grotere verscheidenheid dan de meeste andere componisten van zijn generatie, met als mogelijke uitzondering Josquin Desprez. Sommige wetenschappers hebben gesuggereerd dat hij enkel muziek heeft gecomponeerd gedurende de laatste twintig jaar van zijn leven, met name wanneer hij in keizerlijke dienst stond. Het is evenwel moeilijk gebleken zijn werken nauwkeurig te dateren; meestal vertonen ze de stilistische eigenschappen van de muziek omstreeks 1500. Stilistisch vertonen zijn werken meer overeenkomst met die van Josquin Desprez dan bij enig ander componist uit die tijd het geval is, waardoor verwarring ontstond bij de toeschrijving van werken waarvan het auteurschap niet vaststond.

### Missen
1. Missa Alleluia;
2. Missa Almana;
3. Missa Assumpta est Maria;
4. Missa Ave Maria;
5. Missa Ave sanctissima Maria;
6. Missa Conceptio tua;
7. Missa Cum jucunditate;
8. Missa De Beata Virgine;
9. Missa De Feria;
10. Missa De Santa Anna;
11. Missa De Santa Cruce;
12. Missa De Santo Anthonio;
13. Missa De Sancto Job;
14. Missa De Septem Doloribus;
15. Missa de Virginibus;
16. Missa Incessament;
17. Missa Inviolata;
18. Missa Iste est Speciosa;
19. Missa Jesum Liate;
20. Missa L’homme armé;
21. Missa Nunqua fué pena major;
22. Missa O gloriosa Margaretha;
23. Missa O Salutaris Hostia;
24. Missa Paschale;
25. Missa Pro fidelibus defunctis;
26. Missa Puer natus est;
27. Missa Sancta Dei Genetrix;
28. Missa Sine Nomine;
29. Missa Sub tuum praesidium;
30. Missa Tandernaken;
31. Missa Tous les regretz.

### Toegeschreven missen
1. Missa Iste Confessor;
2. Missa L’homme armé II;
3. Missa Sine nomine II.

### Fragmenta missarum (afzonderlijke misdelen)
1. Kyrie in festo Paschale;
2. Kyrie Paschale;
3. Credo Angeli Archangeli;
4. Credo de villagiis;
5. Credo l’amour de moy;
6. Credo;
7. Credo.

### Motetten
1. Ave Regina coelorum;
2. Ave sanctissima Maria;
3. Considera Israel;
4. Da pacem, Domine;
5. Delicta juventutis;
6. Gaude virgo mater;
7. Lauda anima mea Dominum;
8. Laudate Dominum omnes gentes;
9. O Domine Jesu Christi;
10. O salutaris hostia;
11. Pater de caelis Deus;
12. Quis dabit pacem;
13. Regina coeli;
14. Salve mater salvatoris;
15. Salve regina I;
16. Salve regina II;
17. Salve regina III;
18. Salve regina IV;
19. Salve regina V;
20. Salve regina VI;
21. Santa Maria virgo;
22. Si dormiero;
23. Te decet laus;
24. Vexilla Regis-Passio Domini.

### Motetten die aanwijsbaar onterecht werden toegeschreven of waarvan de toeschrijving onzeker is
1. Absalom, fili mihi;
2. Domini est terra;
3. Lamentatio Hieremiae (van Mahu);
4. Virga tua.

### Zetting van het Magnificat
- 8 Magnificat

### Chansons
1. A vous non autre;
2. Au fen d'amour;
3. Autant en emporte;
4. Carmen in re;
5. Ce n’est pas jeu;
6. Cent mille regretz;
7. De l'oeil de le fille;
8. Dedans bouton;
9. Dicte moy bergere;
10. D’ung altre aymer;
11. D’ung desplaisier;
12. En espoir vis;
13. En l'amour d'un dame;
14. Forseulement;
15. Forseulement;
16. I am sanche;
17. Il fault morir;
18. Il viendra le jour;
19. Incessament mon povre cueur;
20. Las que plains tu;
21. Ma bouche rit;
22. Myn hert heeft altyt verlanghen;
23. Plorés, genicés, criés - Requiem;
24. Pour ceque je sius;
25. Pourquoy non;
26. Pourquoy tant me fault; Pour ung jamais;
27. Si le changer;
28. Tant que nostre argent;
29. Tous les regretz;
30. Tous nobles cueurs;
31. Trop plus secret.

### Toegeschreven chansons
1. Adieu comment;
2. Dueil et ennuy;
3. Je n’ay regretz;
4. Sailliés avant.